# Cepora laeta
Cepora laeta is een vlindersoort uit de familie van de Pieridae (witjes), onderfamilie Pierinae.
Cepora laeta werd in 1862 beschreven door Hewitson.